# Буланцы
Буланцы — деревня в Аргаяшском районе Челябинской области. Входит в состав Акбашевского сельского поселения.

## География
Расположена в центральной части района. . Расстояние до районного центра, села Аргаяш, 20 км.

## История
Деревня основана на месте частного хутора, название происходит [иран. слово буланса, боланса — «высокая», «высотная» — преобразовано в Булансы (карта 1924), затем в Буланцы, не имеющее прямого пер. на рус. яз.]. 
В 1939 появился колхоз имени Фрунзе.

## Население
| 2002 | 2010 |
| ---- | ---- |
| 203  | ↗227 |

(в 1939 — 197, в 1970 — 307, в 1983 — 227, в 1995 — 207)

## Улицы
- Улица 8 Марта
- Улица Ветеранов
- Переулок Ветеранов

## Инфраструктура
- ЗАО «Акбашевское»
- Школа